# Holstein (Nebraska)
Holstein és una població dels Estats Units a l'estat de Nebraska. Segons el cens del 2000 tenia 229 habitants.

## Demografia
Segons el cens del 2000, Holstein tenia 229 habitants, 91 habitatges, i 65 famílies. La densitat de població era de 401,9 habitants per km².
Dels 91 habitatges en un 28,6% hi vivien nens de menys de 18 anys, en un 65,9% hi vivien parelles casades, en un 2,2% dones solteres, i en un 27,5% no eren unitats familiars. En el 22% dels habitatges hi vivien persones soles el 13,2% de les quals corresponia a persones de 65 anys o més que vivien soles. El nombre mitjà de persones vivint en cada habitatge era de 2,52 i el nombre mitjà de persones que vivien en cada família era de 2,92.
Per edats la població es repartia de la següent manera: un 24% tenia menys de 18 anys, un 6,1% entre 18 i 24, un 29,7% entre 25 i 44, un 21,4% de 45 a 60 i un 18,8% 65 anys o més.
L'edat mediana era de 38 anys. Per cada 100 dones de 18 o més anys hi havia 102,3 homes.
La renda mediana per habitatge era de 41.591 $ i la renda mediana per família de 46.750 $. Els homes tenien una renda mediana de 27.404 $ mentre que les dones 25.313 $. La renda per capita de la població era de 17.999 $. Aproximadament el 6,7% de les famílies i el 10,3% de la població estaven per davall del llindar de pobresa.

## Poblacions més properes
El següent diagrama mostra les poblacions més properes.